# Bienmesabe (postre peruano)
El bienmesabe es un postre peruano, con consistencia de puré a base de camote.

## Descripción
El bienmesabe es un dulce presente desde el siglo XIX. La variedad que se ha hecho popular es la que se prepara en Lima y lleva camote como ingrediente básico y se aromatiza con un almíbar de naranja, canela y clavo de olor,para finalmente decorarlo con nueces molidas. Existen otras variantes que incorporan elementos tradicionales de las cocinas regionales, como el loche, chirimoya o lúcuma en Lambayeque.